# Edoardo Molinari
Pour les articles homonymes, voir Molinari.
Edoardo Molinari (né le 11 février 1981 à Turin) est un golfeur Italien. Il est le frère aîné du golfeur Francesco Molinari.

## Biographie
Passé professionnel en 2006, Edoardo Molinari obtient une première fois le droit de participer au Tour européen PGA lors de l'année 2008. Il doit de nouveau rejouer sur le Challenge Tour lors de la saison 2009, saison où il remporte trois victoires - il avait déjà obtenu deux titres à son palmarès sur ce circuit lors de l'année 2007 - et termine en tête du classement des gains ce qui lui assure une participation au circuit européen 2010.
Lors de cette saison, il obtient trois places de quatrième avant de remporter sa première victoire sur ce circuit lors du Barclays Scottish Open. Après un nouveau Top 3 en Norvège, il remporte son deuxième titre lors du Johnnie Walker Championship at Gleneagles puis termine deuxième la semaine suivante lors de l'Omega European Masters.
Ces bons résultats finissent de convaincre le capitaine de l'équipe européenne de Ryder Cup, l'Écossais Colin Montgomerie, d'utiliser l'une de ses trois possibilités de choix pour le sélectionner. Il rejoint ainsi son frère Francesco Molinari au sein de cette équipe pour la Ryder Cup 2010 disputée au Pays de Galles. Les deux frères sont les seuls Italiens avec Costantino Rocca à connaitre l'honneur d'évoluer en Ryder Cup.
Montgomerie associe les deux frères pour une partie de foursome face à la paire américaine formée par Zach Johnson  et Hunter Mahan. Ceux-ci remportent cette partie sur le score de deux up (deux points d'écart). Lors de la troisième session, ils sont opposés à la paire Stewart Cink  et Matt Kuchar. Après avoir mené en début de partie, les Italiens voient les Américains égaliser puis mener de un point d'avance. Francesco Molinari réalise un birdie sur le dernier trou qui permet à son équipe d'égaliser. L'Europe vient de réaliser un score de cinq et demi sur six possibles sur la deuxième session. Lors de la session des simples, Edoardo Molinari possède trois points d'avance au départ du seizième trou mais Rickie Fowler remporte les trois derniers trous pour partager la partie. L'équipe européenne remporte la 38e Ryder Cup sur le score de 14½ à 13½.
Il doit attendre près de sept ans pour gagner de nouveau sur le Tour Européen : il gagne le Trophée Hassan II en avril 2017, en battant l'Irlandais Paul Dunne en playoff.

## Victoires professionnels (10)

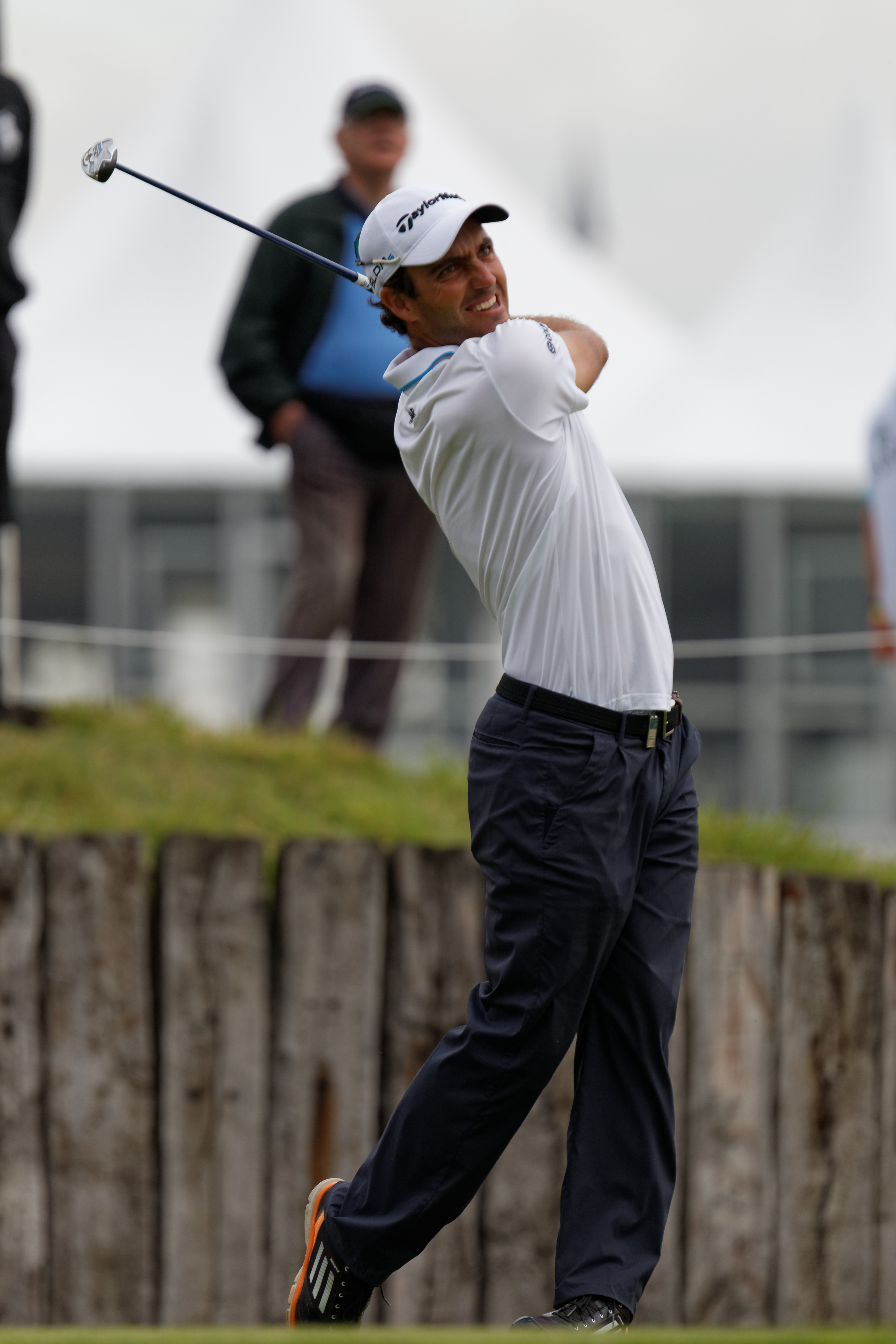
Edoardo Molinari

### Tour Européen (3)
| No. | Date            | Tournoi                                   | Score final           | Avance  | Deuxième      |
| --- | --------------- | ----------------------------------------- | --------------------- | ------- | ------------- |
| 1   | 11 juillet 2010 | Barclays Scottish Open                    | −12 (66-69-63-74=272) | 3 coups | Darren Clarke |
| 2   | 29 août 2010    | Johnnie Walker Championship at Gleneagles | −10 (70-68-69-71=278) | 1 coups | Brett Rumford |
| 3   | 16 avril 2017   | Trophée Hassan II                         | −9 (71-74-70-68=283)  | Playoff | Paul Dunne    |

### Japan Golf Tour (1)
| No. | Date             | Tournoi                   | Score final           | Avance  | Deuxième        |
| --- | ---------------- | ------------------------- | --------------------- | ------- | --------------- |
| 1   | 22 novembre 2009 | Dunlop Phoenix Tournament | −13 (70-66-69-66=271) | Playoff | Robert Karlsson |

### Challenge Tour (5)
| No. | Date              | Tournoi                | Score final           | Avance  | Deuxième          |
| --- | ----------------- | ---------------------- | --------------------- | ------- | ----------------- |
| 1   | 4 février 2007    | Club Colombia Masters  | −5 (69-69-72-69=279)  | Playoff | Gustavo Mendoza   |
| 2   | 11 mars 2007      | Tusker Kenya Open      | −6 (68-69-67-70=274)  | 1 coup  | James Kamte       |
| 3   | 23 mai 2009       | Piemonte Open          | −18 (67-67-66-70=270) | 4 coups | Gary Boyd         |
| 4   | 20 septembre 2009 | Kazakhstan Open        | −20 (67-67-66-68=268) | 3 coups | Chris Gane        |
| 5   | 24 octobre 2009   | Italian Federation Cup | −21 (66-67-68-66=267) | 1 coup  | Nicolas Colsaerts |

### Autre victoire (1)
- 2009 : Omega Mission Hills World Cup (avec Francesco Molinari)